# Фашинал-дус-Гедис
Фашинал-дус-Гедис (порт. Faxinal dos Guedes)  —  муниципалитет в Бразилии, входит в штат Санта-Катарина. Составная часть мезорегиона Запад штата Санта-Катарина. Входит в экономико-статистический  микрорегион Шаншере. Население составляет 11 876 человек на 2006 год. Занимает площадь 339,637 км². Плотность населения — 35,0 чел./км².

## Статистика
- Валовой внутренний продукт на 2003 составляет 181.129.199,00 реалов (данные: Бразильский институт географии и статистики).
- Валовой внутренний продукт на душу населения на 2003 составляет 15.933,25 реалов (данные: Бразильский институт географии и статистики).
- Индекс развития человеческого потенциала на 2000 составляет 0,819 (данные: Программа развития ООН).